# Zach Edey
Zachry Cheyne Edey (Toronto, Ontario, 2002. május 14. –) kanadai válogatott kosárlabdázó, a National Basketball Associationben (NBA) szereplő Memphis Grizzlies csapatában játszik. Egyetemen a Purdue Boilermakers csapatában játszott, és utolsó évében a csapatot az NCAA férfi kosárlabda-bajnokság döntőjébe vezette. Edey 224 centiméteres magasságával a Big Ten történetének legmagasabb játékosa. A Grizzlies választotta ki a 2024-es NBA-draft első körében. Edey jelenleg a legmagasabb aktív NBA-játékos.

## Statisztika

### NBA

#### Alapszakasz
| Év        | Csapat            | JM | KM | JP/M | MG%  | 3P%  | BD%  | LP/M | GP/M | L/M | B/M | P/M |
| --------- | ----------------- | -- | -- | ---- | ---- | ---- | ---- | ---- | ---- | --- | --- | --- |
| 2024–2025 | Memphis Grizzlies | 66 | 55 | 21,5 | .580 | .346 | .709 | 8,3  | 1,0  | 0,5 | 1,3 | 9,2 |
| Karrier   | Karrier           | 66 | 55 | 21,5 | .580 | .346 | .709 | 8,3  | 1,0  | 0,5 | 1,3 | 9,2 |

#### Rájátszás
| Év      | Csapat            | JM | KM | JP/M | MG%  | 3P% | BD%  | LP/M | GP/M | L/M | B/M | P/M |
| ------- | ----------------- | -- | -- | ---- | ---- | --- | ---- | ---- | ---- | --- | --- | --- |
| 2025    | Memphis Grizzlies | 4  | 4  | 27,0 | .667 | —   | .714 | 7,8  | 1,8  | 0,0 | 2,5 | 6,3 |
| Karrier | Karrier           | 4  | 4  | 27,0 | .667 | —   | .714 | 7,8  | 1,8  | 0,0 | 2,5 | 6,3 |

### Egyetem
| Év        | Csapat              | JM  | KM  | JP/M | MG%  | 3P%  | BD%  | LP/M | GP/M | L/M | B/M | P/M   |
| --------- | ------------------- | --- | --- | ---- | ---- | ---- | ---- | ---- | ---- | --- | --- | ----- |
| 2020–2021 | Purdue Boilermakers | 28  | 2   | 14,7 | .597 | —    | .714 | 4,4  | 0,4  | 0,1 | 1,1 | 8,7   |
| 2021–2022 | Purdue Boilermakers | 37  | 33  | 19,0 | .648 | —    | .649 | 7,7  | 1,2  | 0,2 | 1,2 | 14,4  |
| 2022–2023 | Purdue Boilermakers | 34  | 34  | 31,7 | .607 | —    | .734 | 12,9 | 1,5  | 0,1 | 2,1 | 22,3  |
| 2023–2024 | Purdue Boilermakers | 39  | 39  | 32,0 | .623 | .500 | .711 | 12,2 | 2,0  | 0,2 | 2,2 | 25,2* |
| Karrier   | Karrier             | 138 | 108 | 24,9 | .621 | .500 | .706 | 9,6  | 1,3  | 0,2 | 1,7 | 18,2  |

## Fordítás
Ez a szócikk részben vagy egészben  a   Zach Edey című angol Wikipédia-szócikk ezen változatának fordításán alapul.  Az eredeti cikk szerkesztőit annak laptörténete sorolja fel. Ez a jelzés csupán a megfogalmazás eredetét és a szerzői jogokat jelzi, nem szolgál a cikkben szereplő információk forrásmegjelöléseként.